# Angola Janga
Angola Janga - uma história de Palmares é um romance gráfico escrito e desenhado por Marcelo D'Salete, que conta a história do Quilombo de Palmares, conhecido entre seus moradores como Angola Janga, ou "Pequena Angola". Lançado em 2017, após ser financiado pelo ProAc, o autor desenvolveu a história após 11 anos de pesquisas. O livro foi publicado pela editora Veneta, que publicou o romance gráfico anterior do autor, Cumbe, de 2014, ganhador do Prêmio Eisner. Foi publicado também na França, Alemanha, Portugal, Polônia e Estados Unidos. Em 2018, o livro ganhou o Troféu HQ Mix de "melhor edição especial nacional" e o Prêmio Jabuti, um dos mais relevantes do país, de "melhor história em quadrinhos". 
Uma característica primordial da obra é a história dos personagens negros em primeiro plano. Os quadrinhos narram a trajetória de personagens negros como Zumbi, Antônio Soares, Ganga Zumba e Ganga Zona. Além de tratar da formação do Quilombo dos Palmares, o maior quilombo brasileiro durante o período colonial, construído na região do atual estado de Alagoas, tornou-se um importante símbolo da resistência negra no Brasil. 